# Đội tuyển bóng đá quốc gia Catalunya
Đội tuyển bóng đá quốc gia Catalunya (tiếng Catalunya: Selecció de futbol de Catalunya) là đội tuyển bóng đá chính thức của Catalunya. Đội tuyển do Liên đoàn bóng đá Catalunya quản lý, thành lập năm 1900. Đội tuyển được gọi bằng nhiều tên khác nhau bao gồm Selecció Catalana, Selecció de Barcelona và Catalan XI.